# Кудаши
Куда́ши (чув. Кăташ) — деревня в Ядринском районе Чувашской Республики. Входит в состав Чебаковского сельского поселения.

## География
Находится в северо-западной части Чувашии, на расстоянии приблизительно 12 км на северо-восток по прямой от районного центра города Ядрин.

## История
Известна с 1858 года, когда в ней было учтено 462 жителя. В 1897 году отмечено 689 жителей, в 1926—173 двора, 776 жителей, в 1939—719 человек, в 1979—543. В 2010 году было 139 дворов, 2010—113 домохозяйств. В 1931 году был образован колхоз «Пионер», в 2010 действовал ОАО "АПК «Чебаково».

## Население
Постоянное население составляло 340 человек (чуваши 99 %) в 2002 году, 284 в 2010.